# Carl Julius Peter Ryberg
Carl Julius Peter Ryberg (4. prosince 1854, Kodaň – 4. října 1929, Charlottenlund) byl dánský obchodník, státní úředník a inspektor jižního Grónska.

## Životopis
Byl synem Johana (či Johannese) Petera Ryberga (1802–1876) a jeho druhé manželky Anny Cathrine Smithové (1819–1881). Po ukončení školy začal Ryberg v roce 1873 pracovat jako dobrovolník ve společnosti Královské grónské obchodní společnosti (KGH) v Kodani. O dva roky později byl vyslán jako asistent do Grónska, kde pracoval v Paamiutu. V roce 1879 se přestěhoval do Qaqortoqu a v roce 1881 do Nanortaliku, kam se vrátil v roce 1883.
V roce 1884 byl jmenován inspektorem pro jižní Grónsko. Tuto funkci zastával s velkým elánem šest let, než ho v roce 1890 nahradil Johan Carl Joensen. V roce 1891 byl jmenován vedoucím účtárny KGH. V témže roce vydal dánsko-grónskou mluvnici, která měla Dánům usnadnit práci v Grónsku. V roce 1902 byl povýšen a od té doby byl ředitelem KGH. Jeho působení bylo provázeno problémy kvůli jeho konzervativním postojům - kritizoval ho zejména grónský badatel Ludvig Mylius-Erichsen, což vedlo k tomu, že v roce 1908 byl úřad ředitele rozdělen a obchod a správa byly nyní na sobě nezávislé, což znamenalo, že Ryberg nemohl obchod řídit. Komise věc prošetřila a dospěla k závěru, že nedošlo k žádnému pochybení, takže rozhodnutí bylo zrušeno a Ryberg zůstal ředitelem až do roku 1912.
Ryberg byl rytířem řádu Dannebrog a zemřel 4. října 1929.

## Rodina
V roce 1883 se v Qaqortoqu oženil s Malvinou Wilhelmine Lovise Guldbergovou (1851–1904) a po její smrti v roce 1905 v Tårbæku s Inge Papenhausen Willerupovou (1872–1926). Syn Hugo se narodil 26. října 1884 v Nuuku a dcera Ingrid 2. června 1886.